# 루퍼트 윙필드헤이스
루퍼트 윙필드헤이스(영어: Rupert Wingfield-Hayes, 1967년 영국 런던 출생)는 영국의 언론인으로, BBC의 도쿄 특파원이다. 2016년 4월 30일에 조선로동당 제7차 대회 취재차 조선민주주의인민공화국을 방문했다가, 2016년 5월 9일 김정은에 대한 무례한(disrespectful) 보도를 했다는 이유로 당국에 의해 구금 당한 뒤 추방되었다.